# Mercury (mailserver)
Mercury is een mailserver die onder andere de protocollen SMTP, POP3 en IMAP4 ondersteunt. Ook zit er een Finger- en een POPPass-server in. Mercury Mail Server Transport System (Mercury MTS) is donationware (was freeware voor januari 2007) e-mailserver die door David Harris wordt ontwikkeld. David Harris ontwikkelt ook de e-mailclient Pegasus Mail.

## Het Ontstaan
Mercury wordt geleverd in twee versies, een draaiend op een computer die Windows als besturingssysteem heeft (genaamd Mercury/32) en die deel uitmaakt van een netwerk en de andere als een set van NetWare Loadable Modules op een Novell NetWare Server, genaamd Mercury/nlm.
Het is mogelijk om Mercury/32 op een computer te gebruiken die op een NetWare-netwerk is aangesloten, in plaats van het draaien van de NetWare-versie van Mercury op een NetWare-server. Aangezien de /nlm-versie niet verder wordt ontwikkeld, heeft deze oplossing tegenwoordig de voorkeur.
Het doel van Mercury is externe (via internet) en interne mail te ontvangen en het te verdelen aan netwerkgebruikers, en mail van gebruikers te verzamelen en intern en/of extern te versturen. Het wordt vaak samen met Pegasus Mail gebruikt, die als e-mailclient via Mercury met de buitenwereld kan communiceren.
De functie van de combinatie Pegasus Mail / Mercury/32 is gelijkwaardig aan de postaspecten van Microsoft Outlook/Microsoft Exchange Server.

## SMTP-server/client
In Mercury zit een MercuryE-SMTP-end-to-end-client, een MercuryC-SMTP-relaying-client en een MercuryS-SMTP-server. Deze kunnen gebruikt worden voor interne mail, maar ook om een eigen mailserver op te zetten.

## POP3-server
Er is ook een POP3-servermodule.